# Minoritenkirche (Eger)

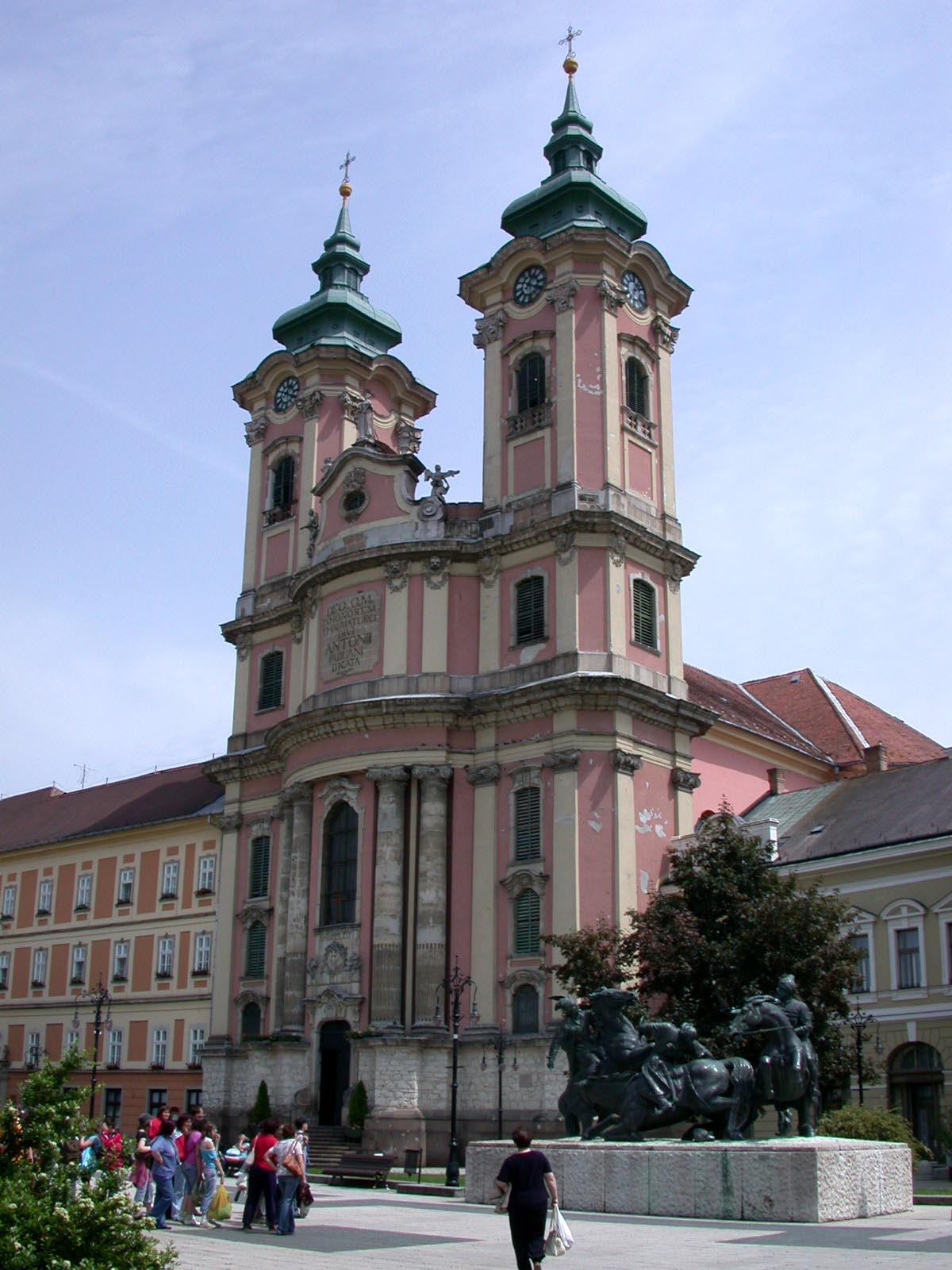
Minoritenkirche vor der Restaurierung (2008)

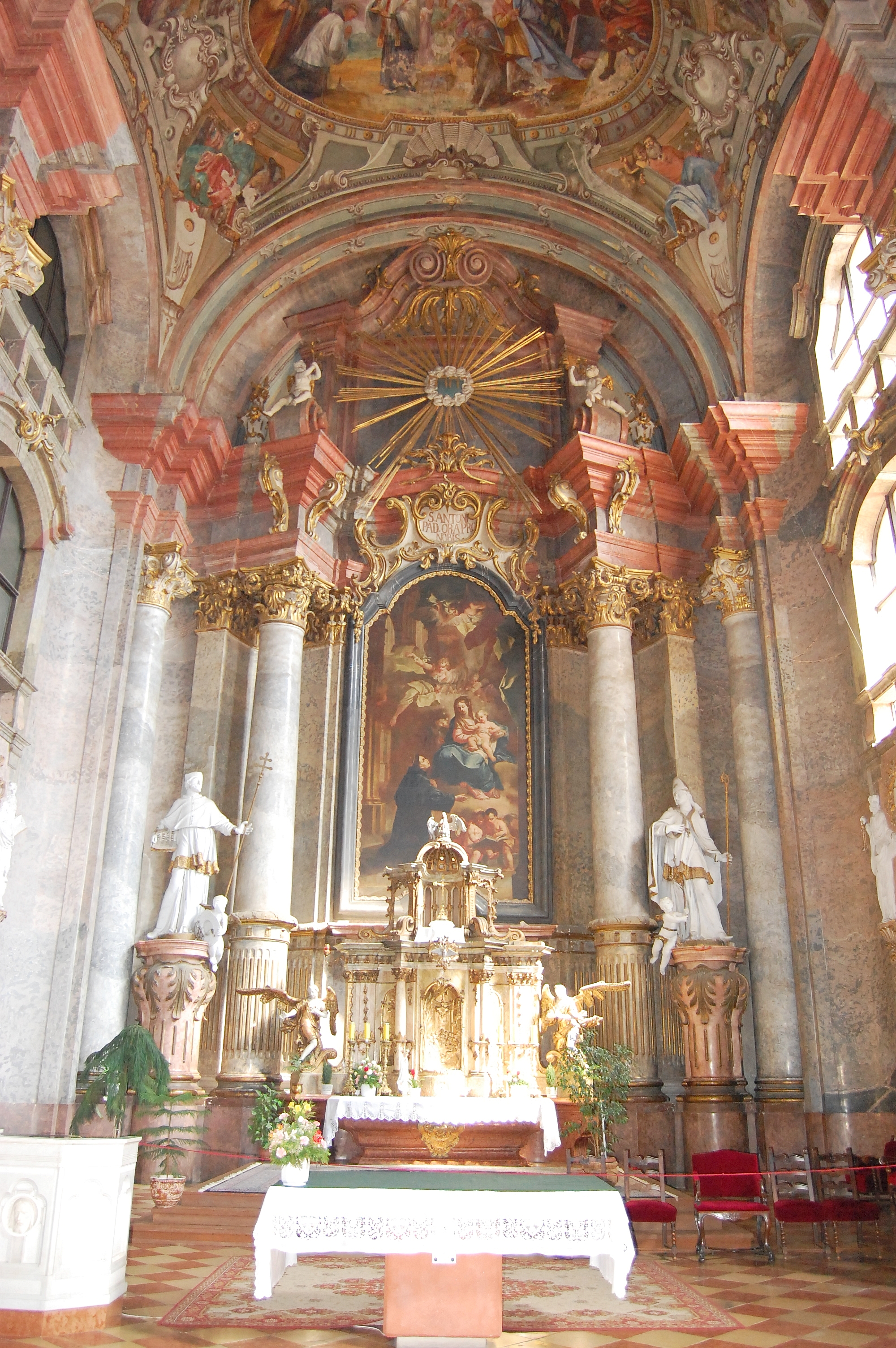
Innenraum

Die auf dem Dobó-István-Platz in Eger gelegene zweitürmige Minoritenkirche des heiligen Antonius (ungar. Szent Antal Minorita templom) ist ein Gotteshaus aus dem Spätbarock in Ungarn.

## Geschichte
Bereits im 13. Jahrhundert errichteten die Franziskaner ein Kloster und eine Kirche in Eger. Sie mussten die Stadt 1596 nach der Eroberung durch die Türken verlassen. Nach der Rückeroberung am 18. Dezember 1687 wurde die Kirche, die zwischenzeitlich als Moschee genutzt worden war, an die Minoriten übergeben.
Diese Kirche stürzte im Jahre 1712 ein und es wurde der Auftrag für den Bau einer neuen Kirche erteilt. Die Grundsteinlegung erfolgte im März 1758. Der Bau wurde von János Falk geleitet und nach seinem Tod bis zur Fertigstellung im Jahre 1767 von János Nitsmann fortgesetzt.
Die Entwürfe zur Kirche stammen von Kilian Ignaz Dientzenhofer, einem der bedeutendsten Baumeister des böhmischen Spätbarock aus der deutschen Künstlerfamilie Dientzenhofer.
1773 wurde die Kirche geweiht.
Die Dekoration innerhalb und außerhalb der Kirche folgte in den folgenden Jahren. Das Hauptaltarbild wurde 1770 von Johann Lucas Kracker geschaffen. Die Bemalung der Gewölbe mit Szenen aus dem Leben des heiligen Antonius stammen von Márton Raindl, einem Maler aus Preßburg.
In der neuen Kirche wurde zuerst eine gebrauchte Barockorgel aufgestellt, die wurde aus der alten Kirche gebracht und befindet sich zurzeit in der St. Orban Kirche in Gyöngyös. Das Gehäuse der heutigen Orgel stammt aus der Kathedrale von Eger, in dieses wurde von Ludwig Mooser 1856 ein neues, 17-stimmiges Orgelwerk installiert.